# Natale nelle Filippine

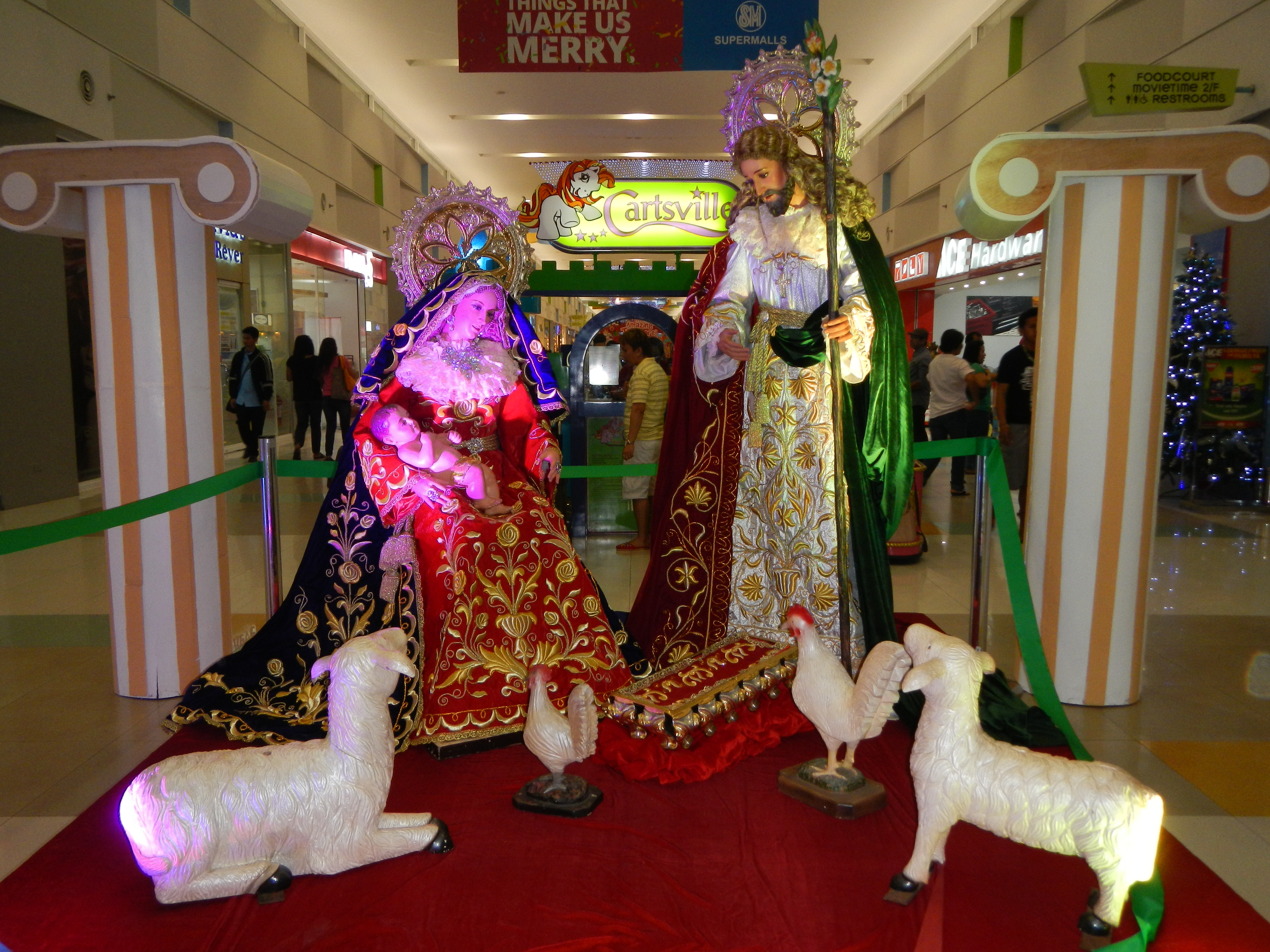
Presepe in un centro commerciale nelle Filippine

Questa voce illustra le principali tradizioni natalizie delle Filippine, unitamente agli aspetti storici e socio-economici delle festa in questo Paese.

## Informazioni generali
Le Filippine, uno dei due Stati dell'Asia a maggioranza cristiana (circa il 90% della popolazione, di cui l'81% di fede cattolica), si caratterizzano per essere uno dei Paesi del mondo in cui le celebrazioni natalizie durano di più a lungo. Le celebrazioni iniziano infatti già ai primi di settembre, quando si iniziano a vedere anche le prime decorazioni natalizie.
Le tradizioni natalizie di questo Paese risentono delle influenze di vari Paesi, come Spagna, Cina, Messico che si mescolano con tradizioni autoctone.

## Il termine per "Natale" nelle lingue delle Filippine
Nelle Filippine il Natale viene chiamato Pasko. Le formule d'augurio sono Maligayang Pasko! in tagalog, Maayong Pasko! in cebuano e sugbuhanon, Maupay Nga Pasko! in waray, Maabig ya pasko! o Magayagan inkianac! in pangalatok e pangasinense, Naragsak nga Paskua! in ilocano e Maugmang Pasko! in bicolano.

## Tradizioni religiose

### Simbang Gabi

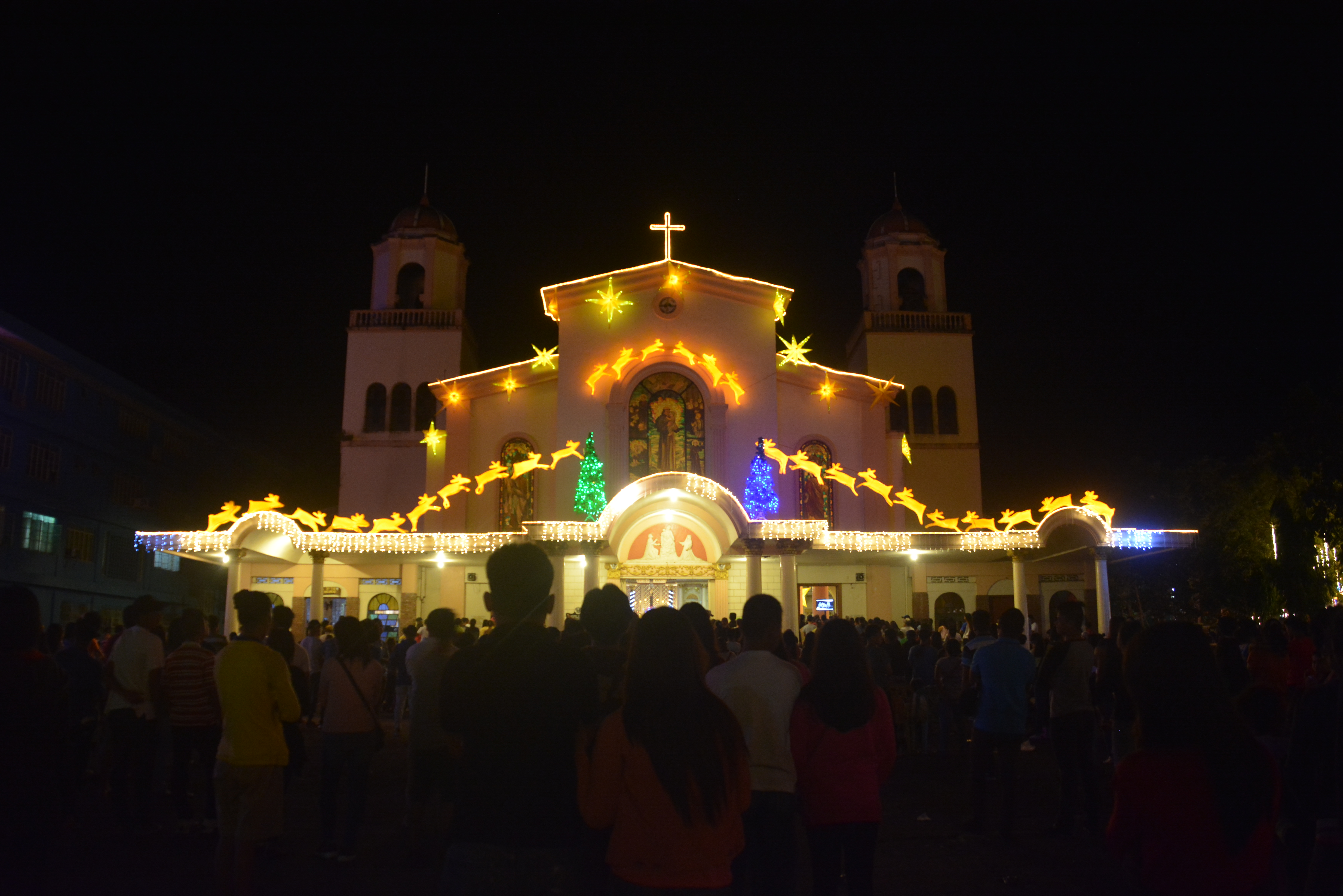
Il Simbang Gabi

Nei giorni compresi tra il 16 dicembre e il 24 dicembre, hanno luogo nelle Filippine una serie di messe in onore della Vergine Maria che portano il nome di Simbang Gabi e che si tengono tra le 4 e le 5 del mattino (da cui Simbang Gabi, che significa appunto "messa all'alba").
Le celebrazioni hanno inizio con la Misa de Aguinaldo e si concludono con la Misa de Gallo. Per partecipare alla Misa de Aguinaldo, i fedeli si radunano alle tre del mattino; un tempo, venivano svegliati dai cortei delle bande musicali.
La tradizione del Simbang Gabi venne introdotta nelle Filippine nel XVI secolo da missionari provenienti dal Messico. In origine, il Simbang Gabi veniva praticato prevalentemente da contadini e pescatori, ovvero coloro che dovevano alzarsi presto per lavoro.
Secondo una credenza, si ritiene che partecipando a tutte e nove le messe del Simbang Gabi, si possa esprimere un desiderio che di sicuro si avvererà.

## Tradizioni popolari

### La tradizione del presepe nelle Filippine

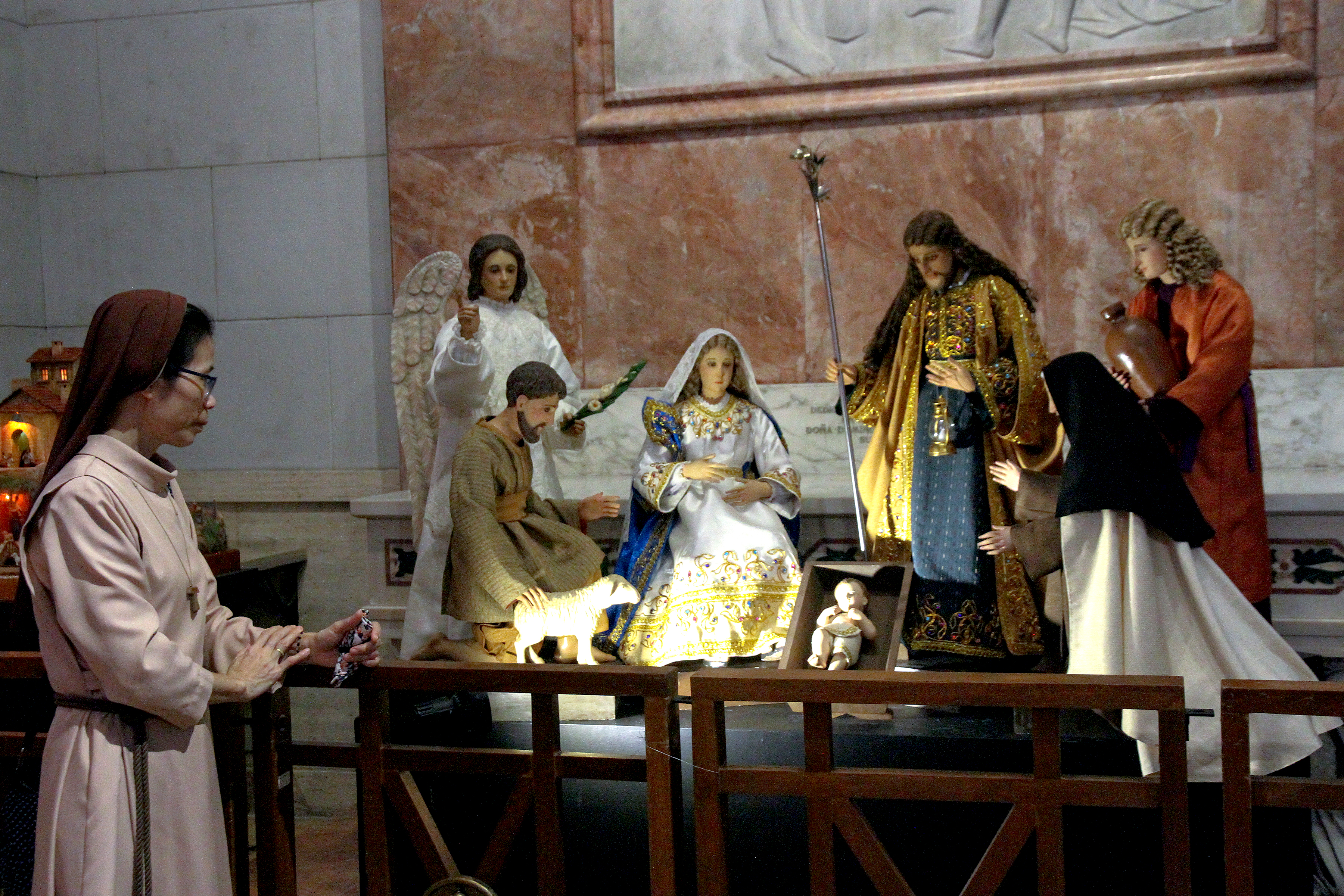
Un presepe a Manila

La tradizione del presepe nelle Filippine, noto in loco come belen (dallo spagnolo belén), venne introdotta nel Paese dai francescani spagnoli durante il periodo coloniale.

### Panunuluyan
Un'altra tradizione popolare è quella del panunuluyan, che consiste in una rappresentazione della ricerca di una locanda da parte della Vergine Maria e di San Giuseppe prima della nascita di Gesù e che ha luogo alla vigilia di Natale a partire dalle 7 di sera.

### Monito-Monita
Un'altra tradizione popolare è quella denominata monito-monita, che consiste in una festa con scambio di regali. Prima della festa, vengono scritti su dei bigliettini i nomi dei partecipanti assieme ai loro desideri.

### Decorazioni

#### Parol

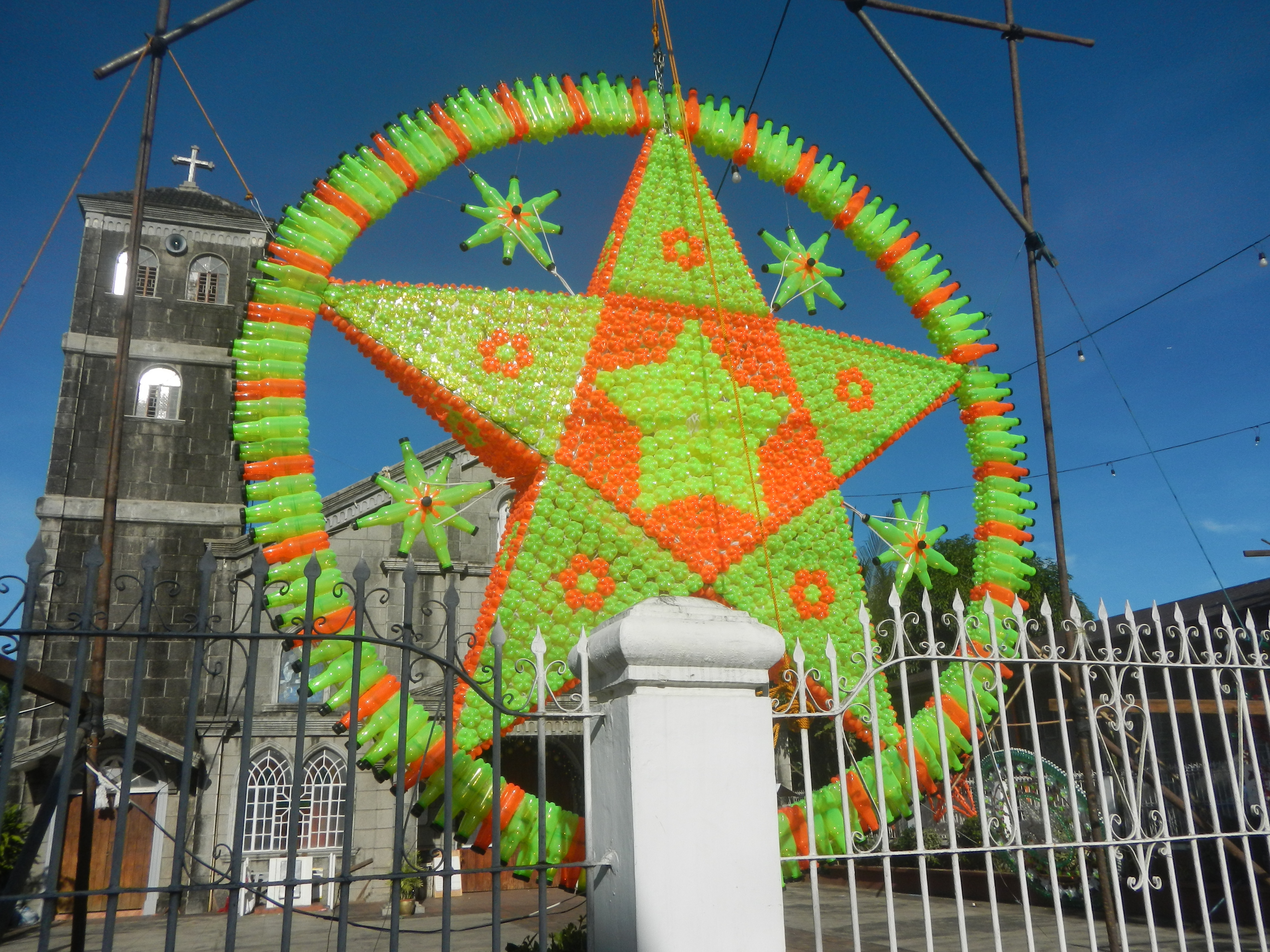
Un parol

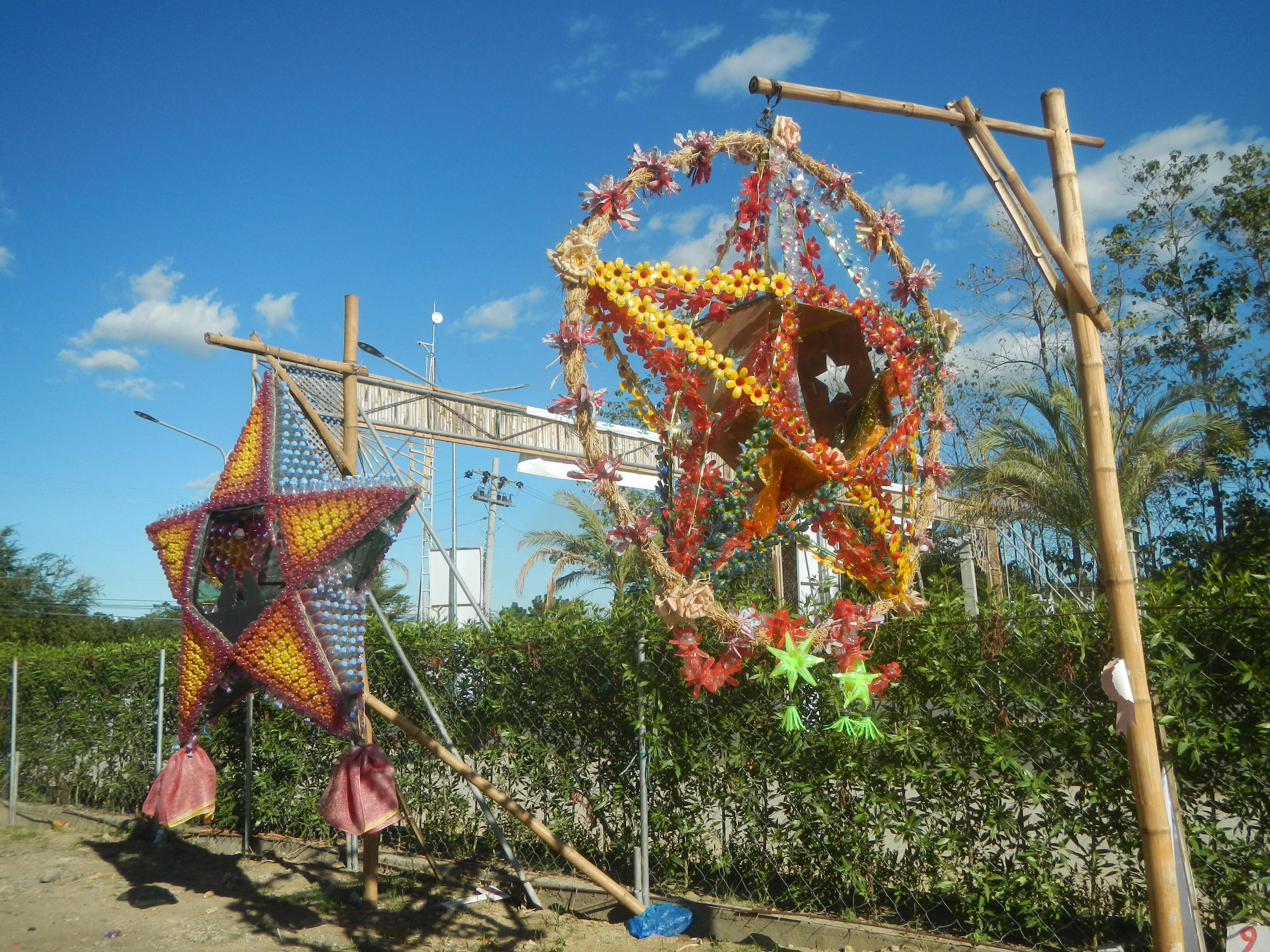
Parol a Pangasinan

La più popolare decorazione natalizia delle Filippine è il parol (dallo spagnolo farol, "lanterna"), un'asta in bambù avvolta in carta giapponese o in cellophane che termina con una stella illuminata con all'interno una candela (nota come kalburo) e che simboleggia la stella cometa.
La tradizione di usare delle lanterne nelle processioni venne introdotta nelle Filippine dagli Spagnoli. Delle lanterne vennero poi utilizzate negli anni trenta del XIX secolo in processioni note come lubenas e negli anni cinquanta dello stesso secolo si ha una testimonianza scritta di come la tradizione fosse importante nelle celebrazioni natalizie delle Filippine.
Il termine parol venne usato per la prima volta nel 1908 da un certo Francisco Estanislao, un commerciante di Bacolor, che realizzò un'enorme lanterna natalizia. Alla fine degli anni cinquanta venne poi realizzato da un costruttore di lanterne, Rodolfo David, un nuovo meccanismo per far ruotare i parol.
A San Fernando, nella provincia di Pampanga, si tiene inoltre ogni anno dalla metà di dicembre a Capodanno, il Ligligan Parul, un festival dedicato al parol, dove vengono esibite e messe in competizione delle lanterne giganti.

### Personaggi del folclore

#### Santa R-Kayma Klaws
Nelle Filippine il portatore di doni viene chiamato Santa R-Kayma Klaws: viene descritto come una persona di circa 70 anni nata nella provincia di Zamboanga, nel sud del Paese, da madre irlandese e da padre filippino.
Santa R-Kayma Klaws possiede un allevamento di renne (l'unico in tutte le Filippine) sul Monte Isarog e viaggia a bordo di una motoslitta gigante oppure a bordo di un autobus climatizzato.

## Gastronomia
Piatti tipici del Natale filippino sono il riso a vapore, il maiale arrosto (lechon) e un piatto a base di manzo noto come bulalo.

### Dolci tipici

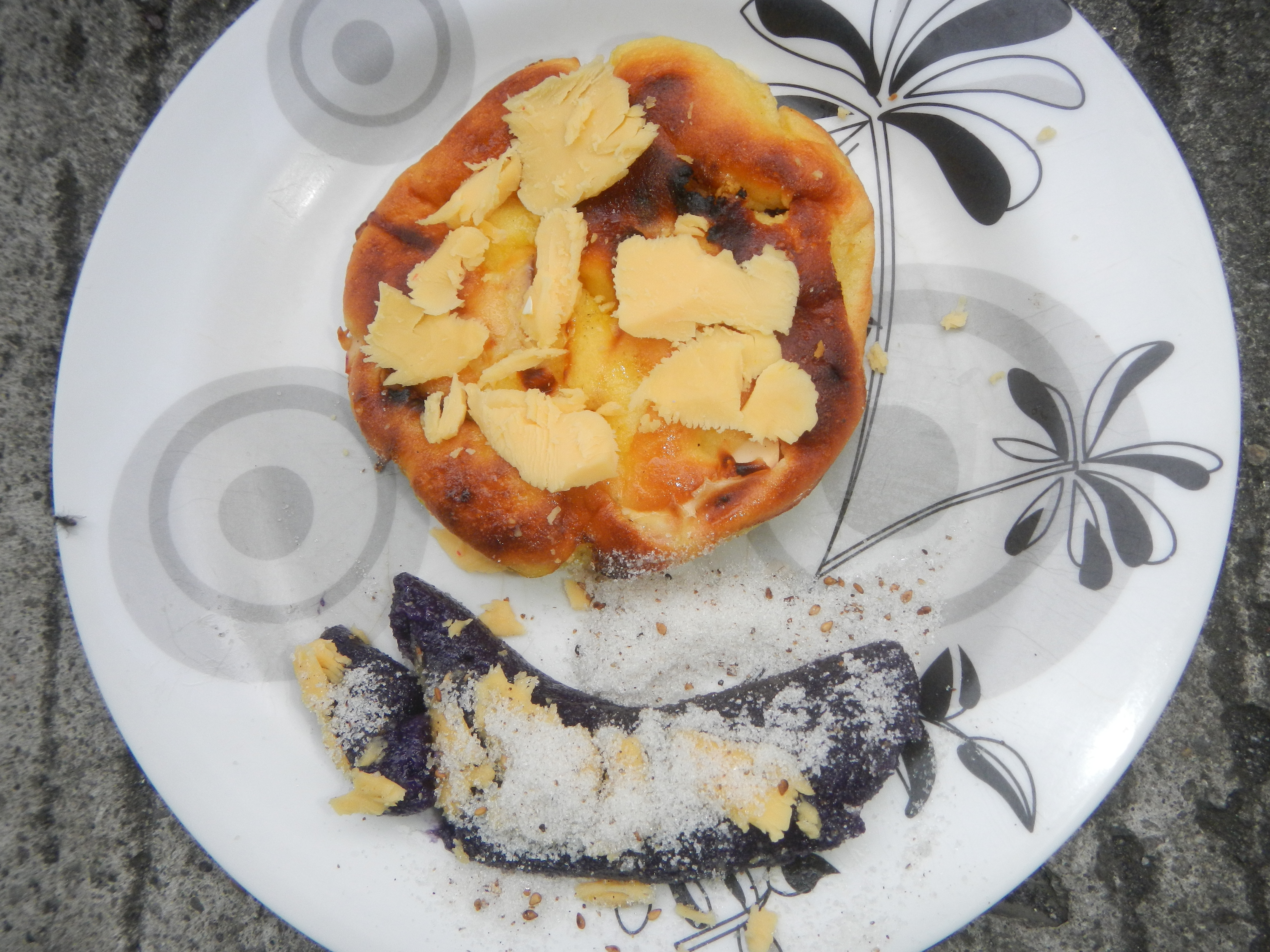
Piatto tipico del Natale filippino con il buto bumbong e il bibingka

Tra i dolci tipici, figurano il leche flan, il sapin-sapin (un dolce a strati bianchi, gialli e rosa), il Bibingka, un dolce a base di riso ricoperto di cocco, il biko, un dolce a base di riso e zucchero di canna, il Kalamay (altro dolce a base di riso), il puto bumbong (un dolce a base di riso inserito in canne di bambù) e il bibingka (una torta rotonda sempre a base di riso).

## Aspetti socio-economici

### Parchi a tema

#### Paskuhan Village

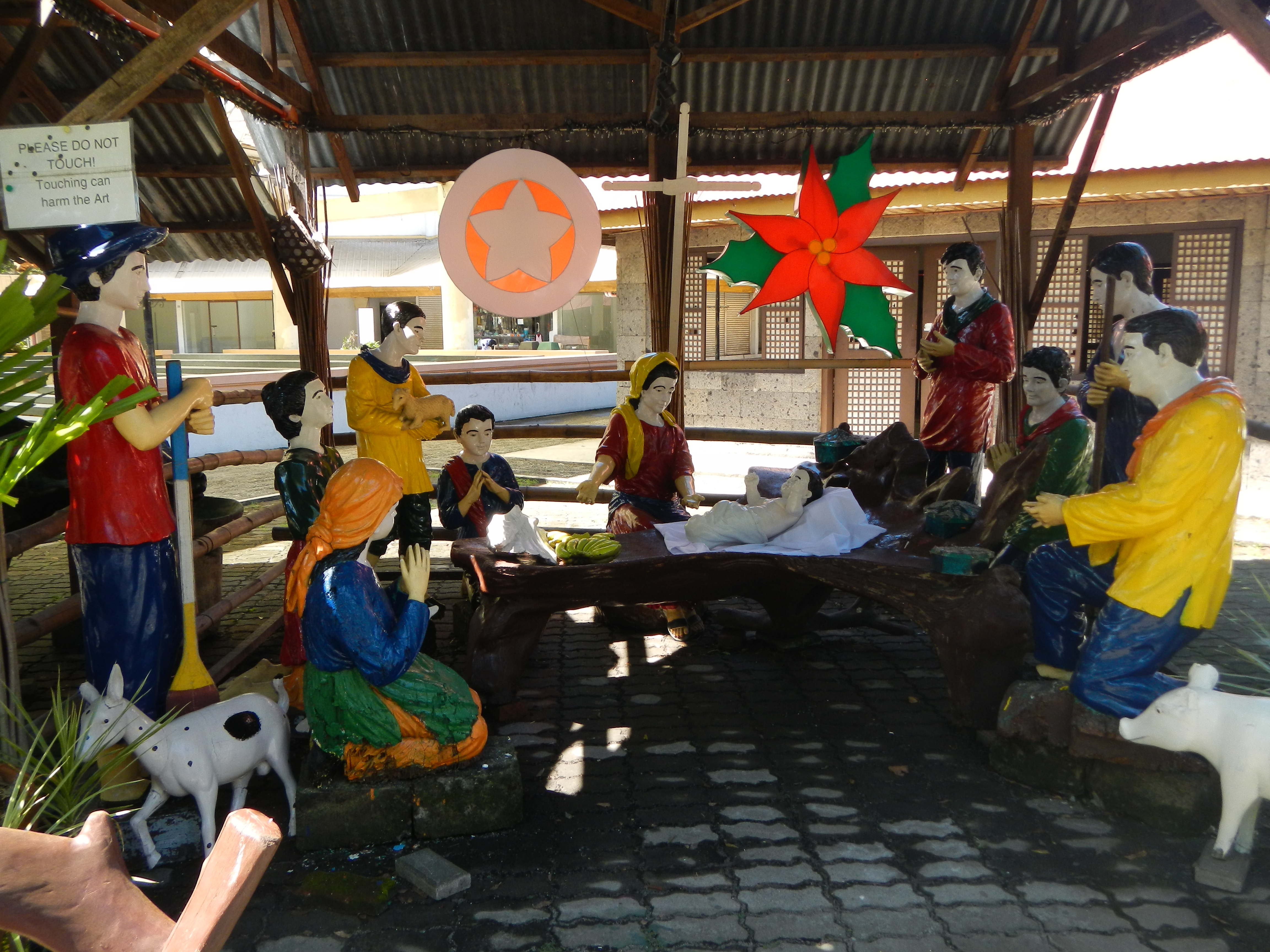
Presepe nel Paskuhan Village

A San Fernando, nella provincia di Pampanga, si trova il Paskuhan Village, noto anche come The Philippines Christmas Village, l'unico parco a tema natalizio dell'Asia a essere aperto tutto l'anno.
Il parco venne inaugurato l'11 dicembre 1990 alla presenza di Corazon Aquino.

## Galleria d'immagini

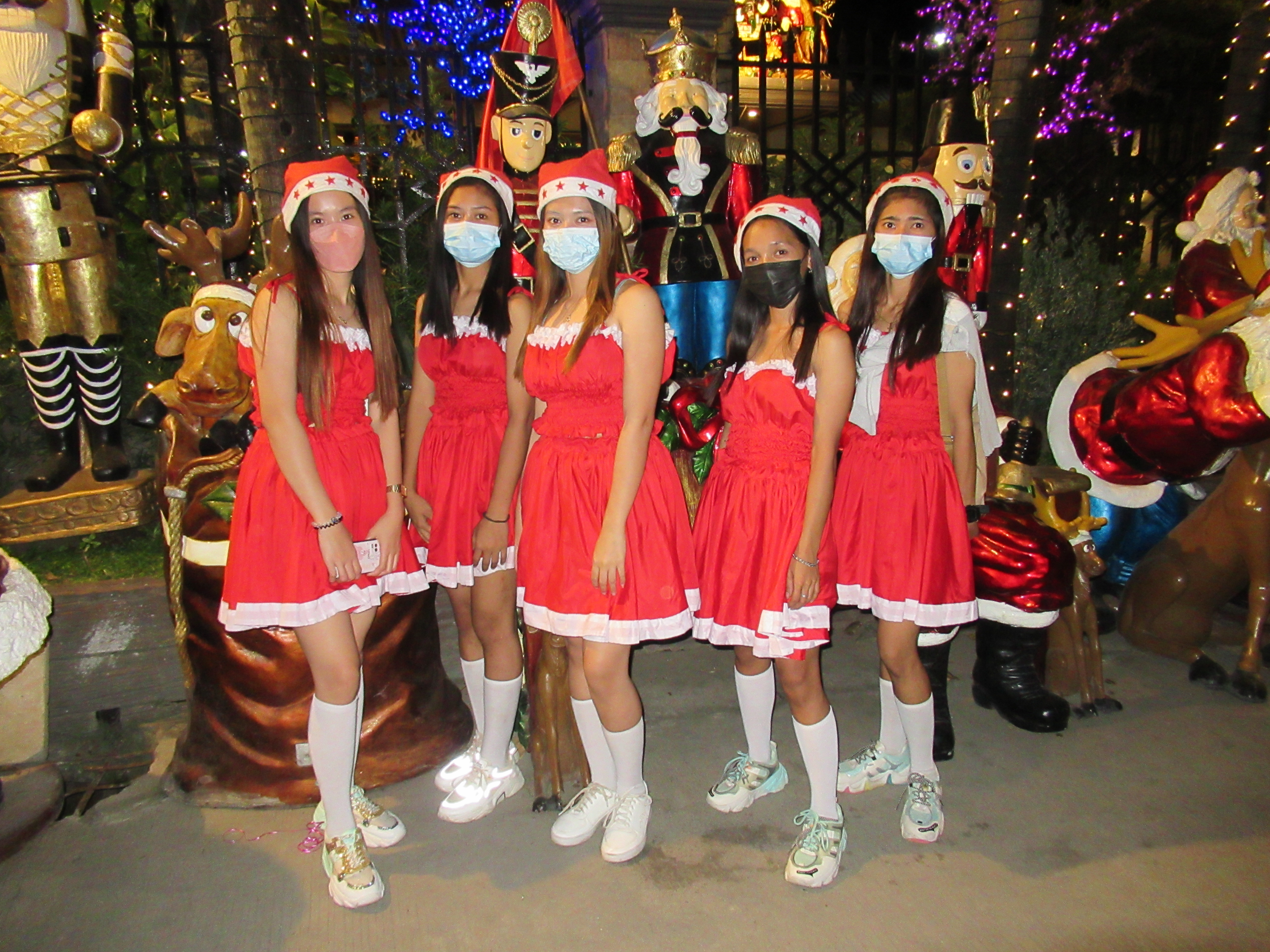
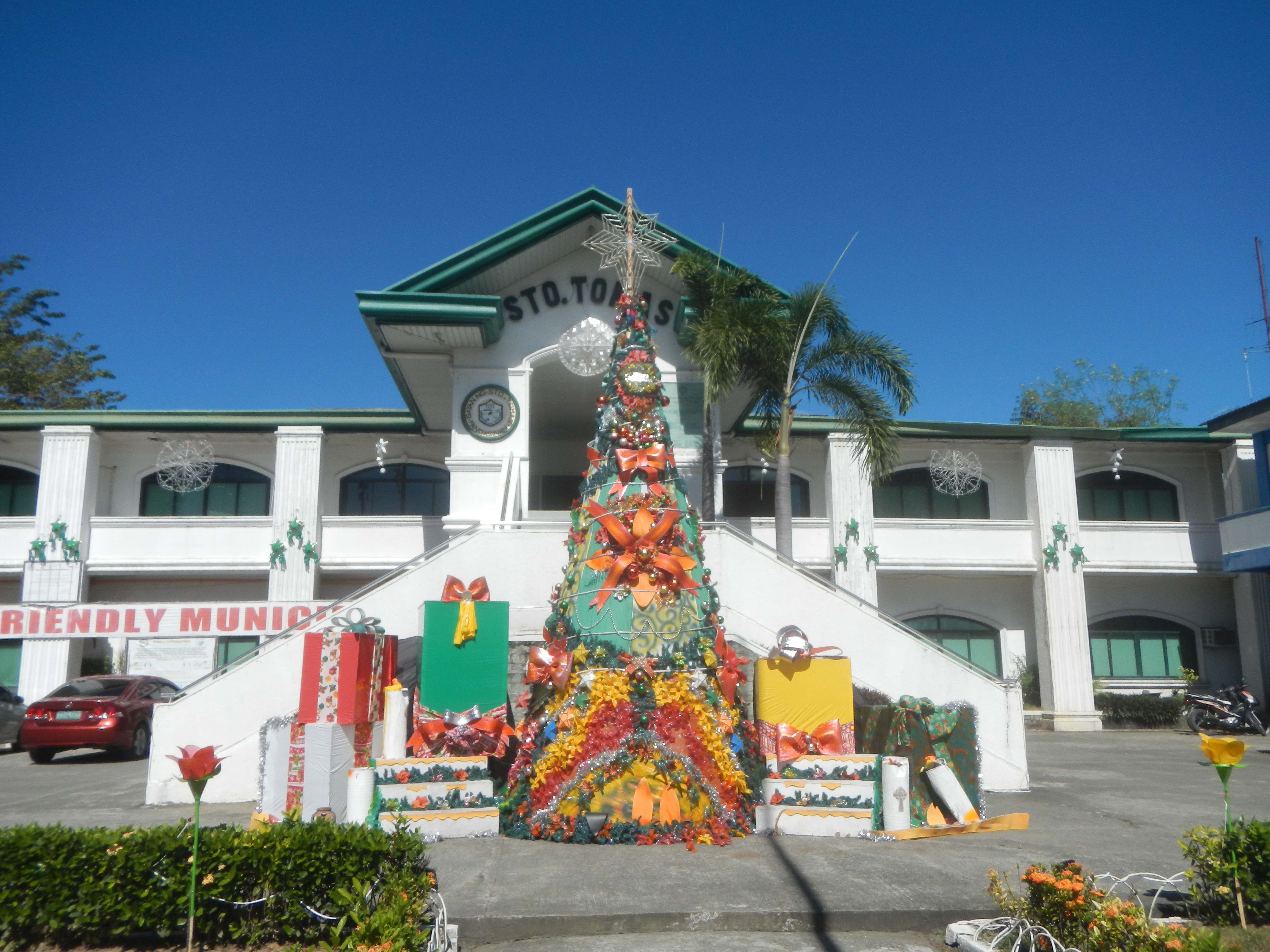
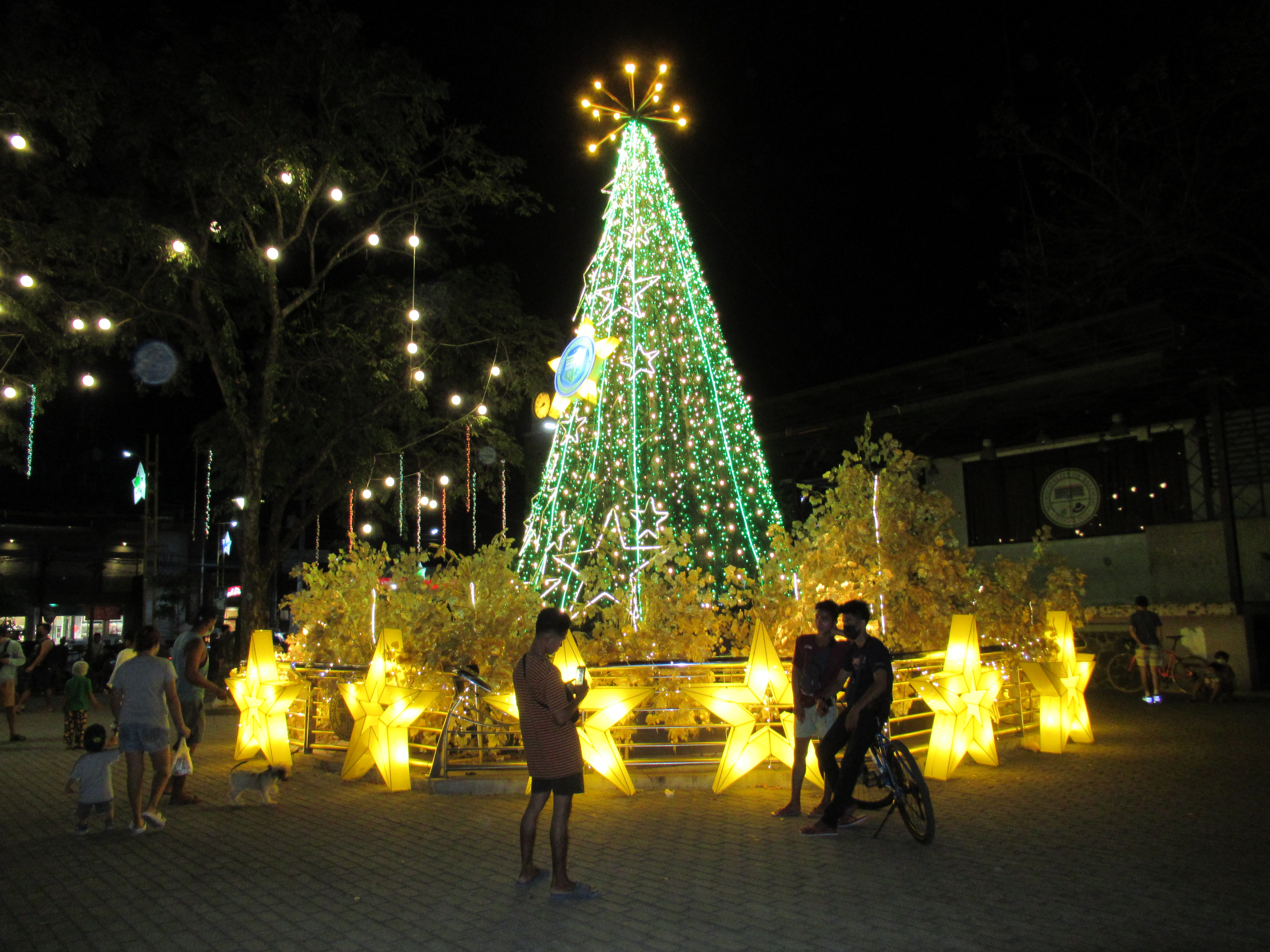
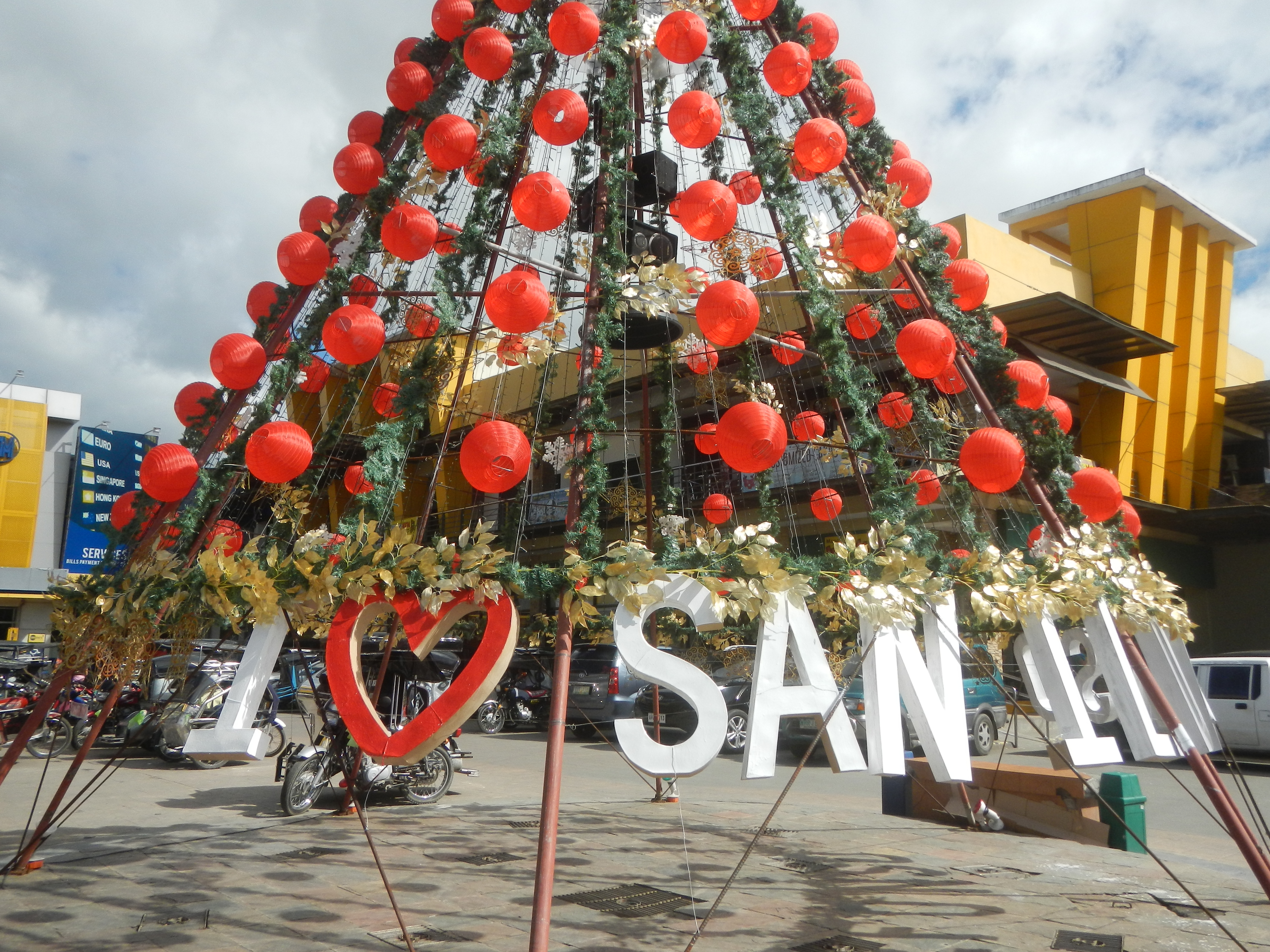
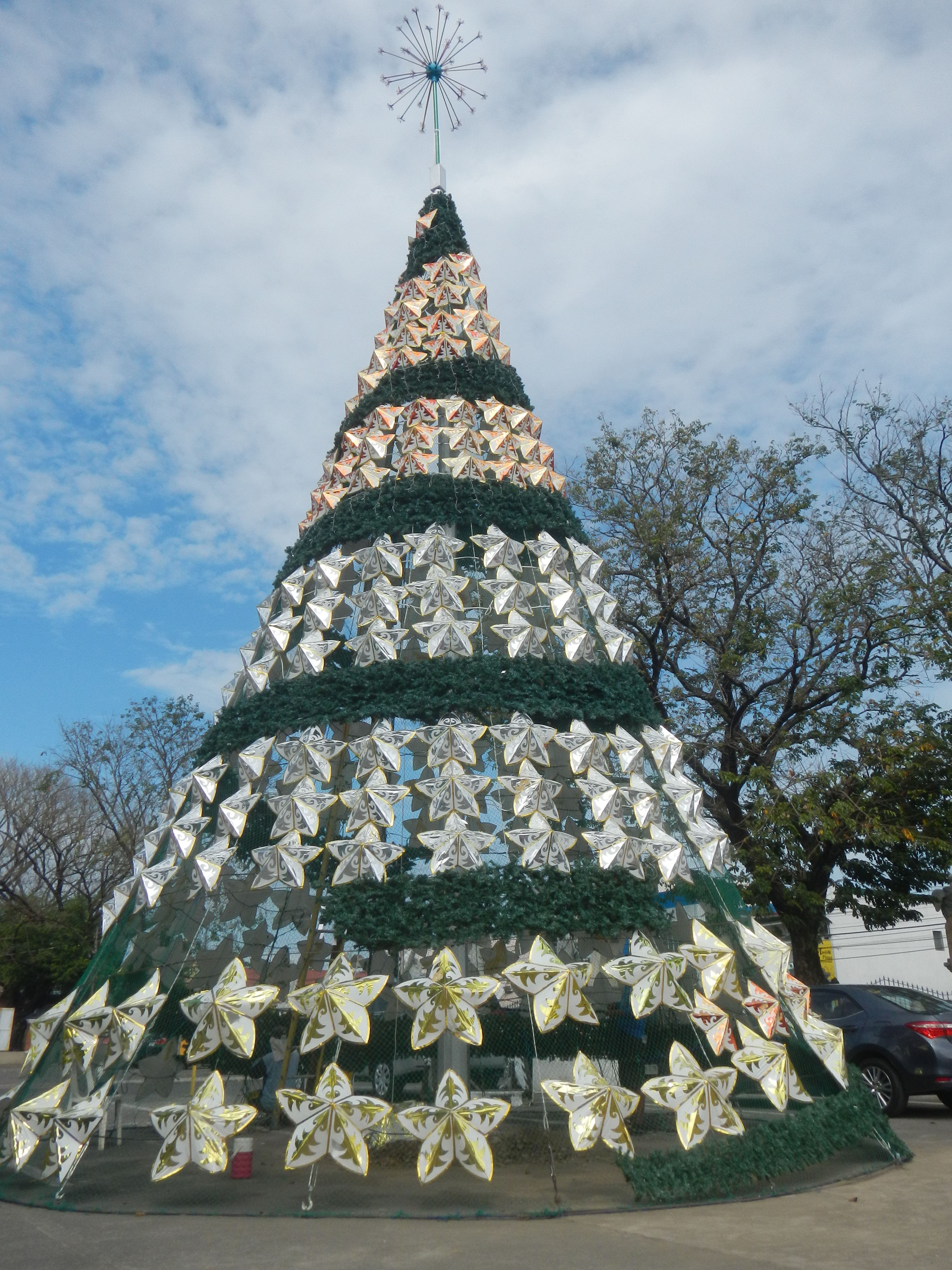
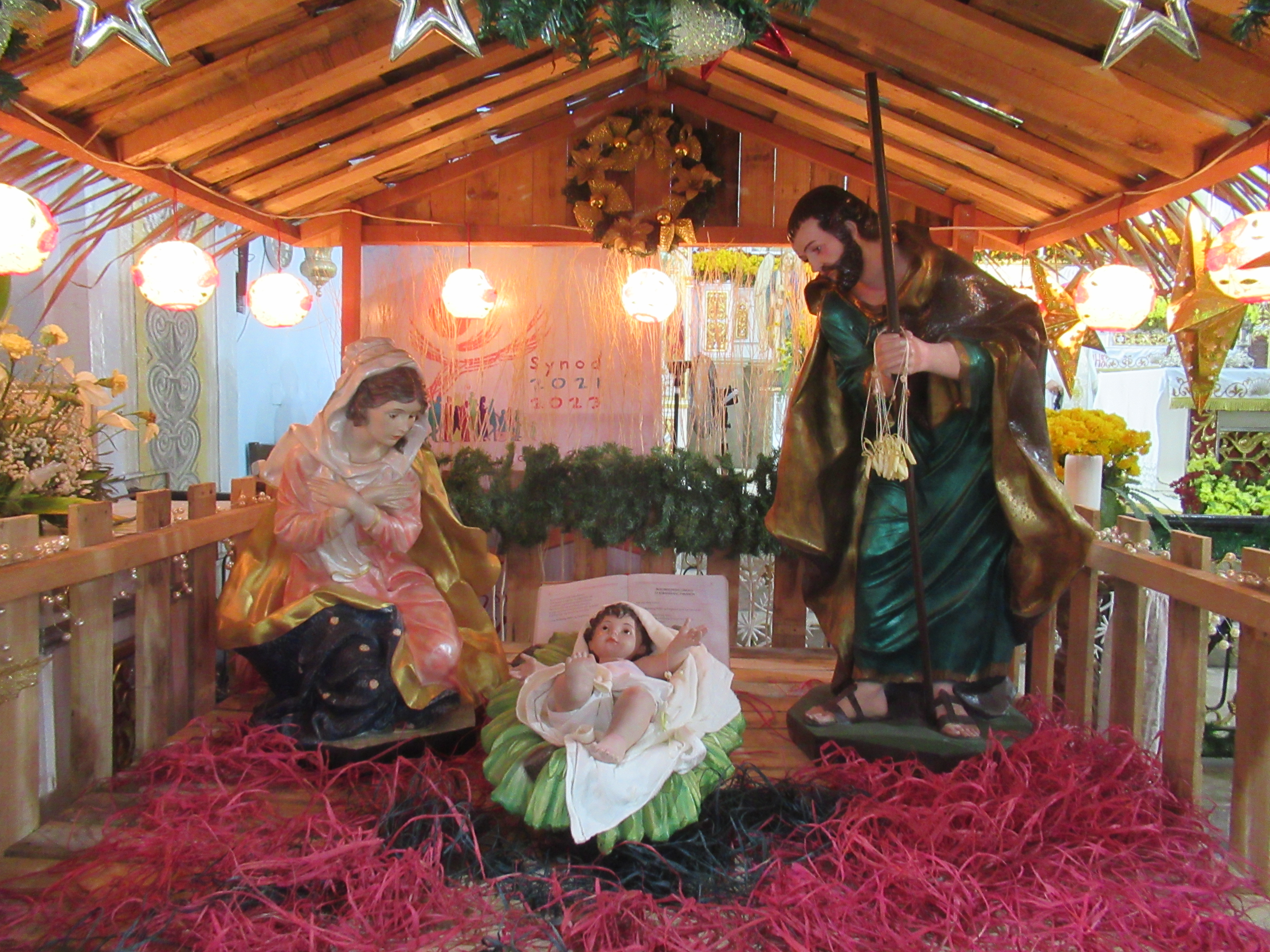
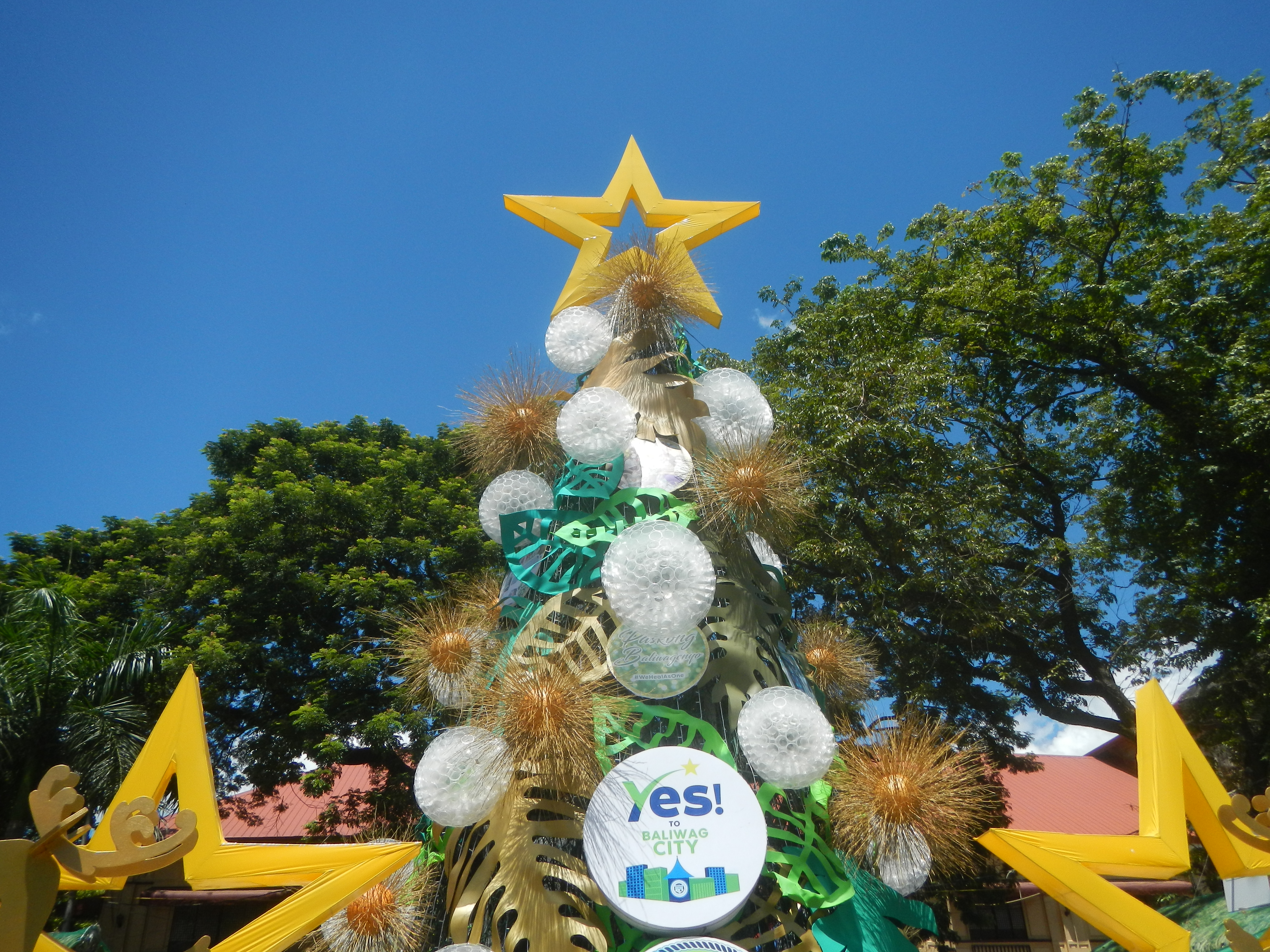